# Frank Wolf
För seriefiguren från Tintin, se Figurer i Tintin#Frank Wolff.

Frank Rudolph Wolf, född 30 januari 1939 i Philadelphia, Pennsylvania, är en amerikansk republikansk politiker. Han representerade delstaten Virginias 10:e distrikt i USA:s representanthus 1981–2015.
Wolf studerade 1957–1958 vid University of Mississippi. Han avlade 1961 kandidatexamen vid Pennsylvania State University och 1965 juristexamen vid Georgetown University.
Wolf besegrade sittande kongressledamoten Joseph L. Fisher i kongressvalet 1980. Han omvaldes sexton gånger.